# Alexandr Aňukov
Alexandr Gennaďjevič Aňukov (rusky: Александр Геннадьевич Анюков; * 28. září 1982, Kujbyšev, Sovětský svaz) je bývalý ruský fotbalový obránce. Hrál na postu pravého obránce.

## Klubová kariéra
- PFK Křídla Sovětů-2 Samara 2000
- PFK Křídla Sovětů Samara 2000–2005
- FK Zenit Sankt-Petěrburg 2005–2020
- → FK Zenit-2 Sankt-Petěrburg 2018
- → PFK Křídla Sovětů Samara 2019–2020

## Reprezentační kariéra
Celkově za ruský národní tým odehrál 79 zápasů, ve kterých vstřelil 1 branku. Zúčastnil se EURA 2004 v Portugalsku, EURA 2008 v Rakousku a Švýcarsku, a EURA 2012 v Polsku a na Ukrajině.